# Verisign
Verisign, Inc  NASDAQ: VRSN) este o companie americană cu sediul în Dulles, Virginia, care operează o gamă diversă de servicii de infrastructură de rețea, printre care două din cele treisprezece servere root name, domeniile cc. și tv și servicii de protecție împotriva DDoS.
1. ↑   https://www.lobbyfacts.eu/datacard/verisign-inc?rid=007895639418-81 Lipsește sau este vid: |title= (ajutor)